# Austrophlugis kununurra
Austrophlugis kununurra är en insektsart som beskrevs av Rentz, D.C.F. 2001. Austrophlugis kununurra ingår i släktet Austrophlugis och familjen vårtbitare. Inga underarter finns listade i Catalogue of Life.